# Niels Brinck
Niels Brinck Kristensen, med artistnamnet Brinck, född 17 maj 1975 utanför Århus, Danmark, är en dansk singer-songwriter.

## Karriär
Brinck skrev och sjöng in titelmelodin till tv-serien Anna Pihl, In the End I started. Han har även skrivit The One till vinnaren av danska versionen av The X Factor Martin Hoberg Hedegaard. Under namnet IVORY var han med och skrev soundtracket till Susanne Biers dogmafilm Älskar dig för evigt.
Den 31 januari 2009 valdes han vid Dansk Melodi Grand Prix att representera Danmark i Eurovision Song Contest 2009 i Moskva. Bidraget, Believe Again, skrevs av Lars Halvor Jensen, Martin Møller Larsson och Ronan Keating. Brinck tog Danmark till finalen och slutade där på plats 13 med 74 poäng.

## Diskografi

### Album
- Brinck, 2008 (Copenhagen Records)